# Xã Howard, Quận Howard, Iowa
Xã Howard (tiếng Anh: Howard Township) là một xã thuộc quận Howard, tiểu bang Iowa, Hoa Kỳ. Năm 2010, dân số của xã này là 508 người.